# Пилипчук Дмитро Пилипович
Дмитро́ Пили́пович Пилипчу́к (нар. 5 листопада 1945, с. Гарячинці, Новоушицький район, Хмельницька область) — український письменник, поет, публіцист, перекладач (з польської, білоруської, російської мов), філолог, науковий та літературний редактор, лексикограф, бібліограф, член НСПУ (з 2010).

## Біографія
Українець. Народився 5 листопада 1945 р. у селі Гарячинці Новоушицького району Хмельницької області. Закінчив українське відділення філологічного факультету Київського державного університету імені Т. Г. Шевченка (1972). Працював бібліотекарем ЦНБ АН УРСР (тепер Національна бібліотека України імені В. І. Вернадського), у громадських організаціях, був редактором видавництв «Українська енциклопедія імені М. П. Бажана» і «Генеза», помічником народних депутатів України. Редагував поезію, наукову і навчальну літературу з питань права, економіки, філософії, історії, політології та інших галузей знань. Був науковим редактором кількох енциклопедичних видань, зокрема, «Енциклопедії українського козацтва». Упорядкував і/або редагував близько 30 видань творів Дмитра Павличка.
Член Народного Комітету захисту України. Відмінник освіти України (2002). Лауреат літературної премії «Світлослов» (2005).

## Творчість
Пише українською мовою. Видав поетичні збірки «Може, то тільки мені…» (2004), «Мої рубаї» (2007), «Сонети» (2008), «Sapienti sat» (2009), «Епіграми та шаржі» (2010). Автор багатьох статей з проблем розвитку української мови і культури та документального ревю «То хто ж сьогодні при владі?».
Як мегарецензію на академічний тлумачний Словник української мови у 20 томах опублікував книгу «Болять мені загублені слова…» (видання 2012 і 2013).
Упорядкував і переклав два збірники п'єс для театру ляльок. Перекладав афоризми польських авторів, зокрема, Єжи Лєца, «Знак біди» Васіля Бикова і «Каторгу» Валентина Пікуля. Укладає авторський Словник синонімів української мови для редакторів та перекладачів.